# U 157 (U-Boot, 1917)
U 157 war ein U-Kreuzer der Kaiserlichen Marine, der im Ersten Weltkrieg im Atlantik bei der U-Kreuzer-Flottille im Einsatz war.

## Kommandanten
- 22. September 1917 – 20. Juli 1918 Kapitänleutnant Max Valentiner
- 21. Juli 1918 – 30. November 1918  Korvettenkapitän Ortwin Rave

## Einsatzgeschichte und Verbleib
U 157 konnte auf zwei Patrouillen 15 Schiffe mit einer Gesamttonnage von 15.905 Tonnen versenken. Das Boot wurde am 11. November 1918 in Trondheim, Norwegen, interniert und am 8. Februar 1919 an Frankreich ausgeliefert. Es wurde nicht wieder in Dienst gestellt und im Juli 1921 in Brest abgebrochen.

### Versenkungen
| Datum              | Schiffsname        | Tonnage (BRT) | Nationalität           |
| ------------------ | ------------------ | ------------- | ---------------------- |
| 26. Dezember 1917  | Lidia              | 302           | Portugal               |
| 7. Januar 1918     | Oued Sebou         | 1540          | Frankreich             |
| 10. Januar 1918    | Hulda Maersk       | 1566          | Dänemark               |
| 11. Januar 1918    | Norefos            | 188           | Norwegen               |
| 17. Februar 1918   | Estrella Da Bissao | 129           | Portugal               |
| 20. Februar 1918   | Kithira            | 2240          | Griechenland           |
| 14. März 1918      | Arpillao           | 2768          | Spanien                |
| 4. August 1918     | Remonstrant        | 1073          | Norwegen               |
| 4. August 1918     | Don                | 1145          | Norwegen               |
| 9. August 1918     | Orkney             | 291           | Dänemark               |
| 15. August 1918    | Kalps              | 284           | Russland               |
| 27. August 1918    | Gloria             | 120           | Portugal               |
| 18. September 1918 | Ledaal             | 2257          | Norwegen               |
| 22. September 1918 | Gaia               | 278           | Portugal               |
| 8. Oktober 1918    | Hawanee            | 124           | Vereinigtes Königreich |
|                    | Versenkt:          | 15.905        |                        |

## Dokumentationen
- 1918: Mit Kapitänleutnant Max Valentiner an Bord eines Unterseekreuzers[2]
- 2003: n-tv Reportage: Jagd auf das Goldschiff des Empire – Mit Kapitänleutnant Max Valentiner an Bord eines Unterseekreuzers (1918)